# Žitavská úzkorozchodná dráha

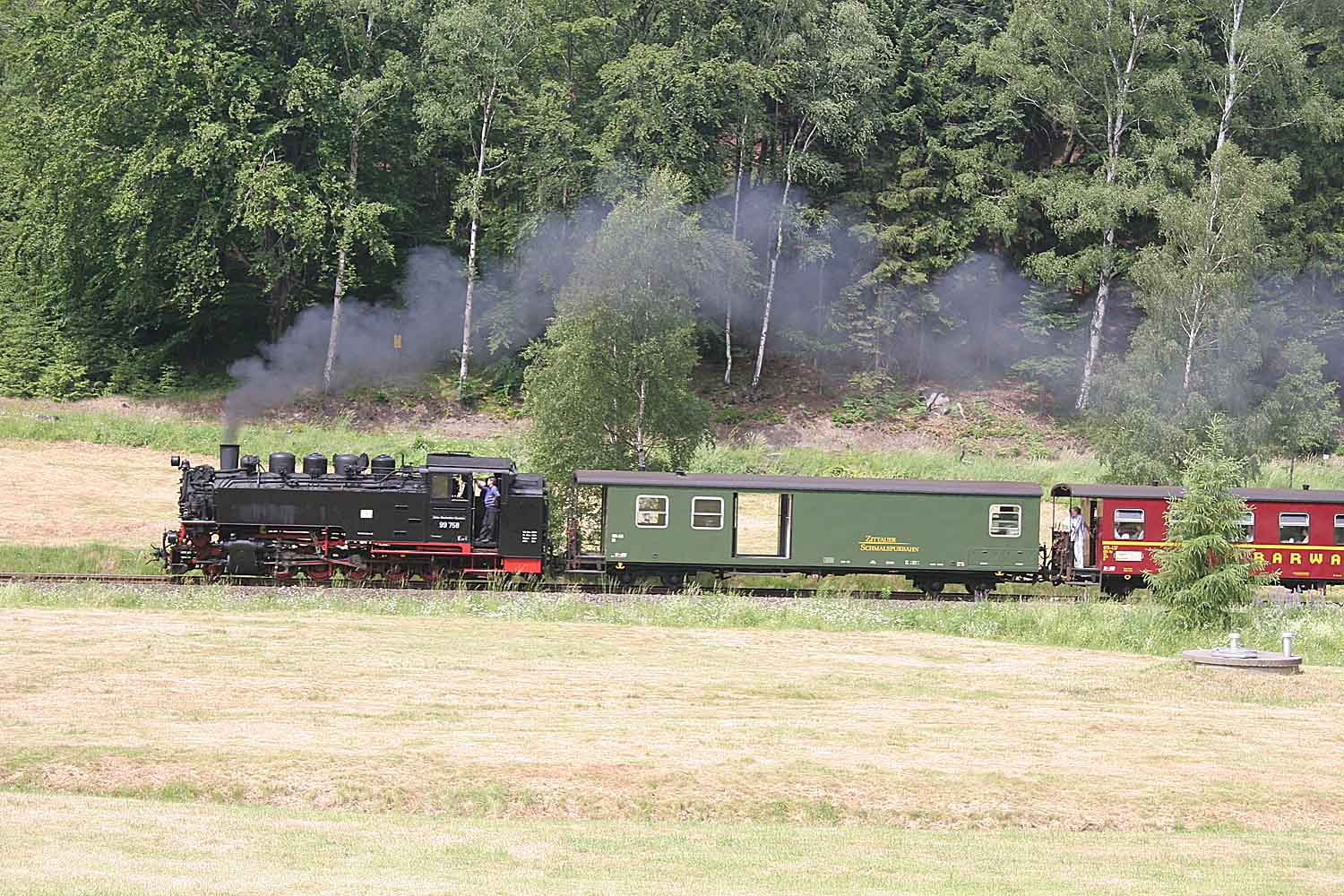
Parní vlak u Teufelsmühle

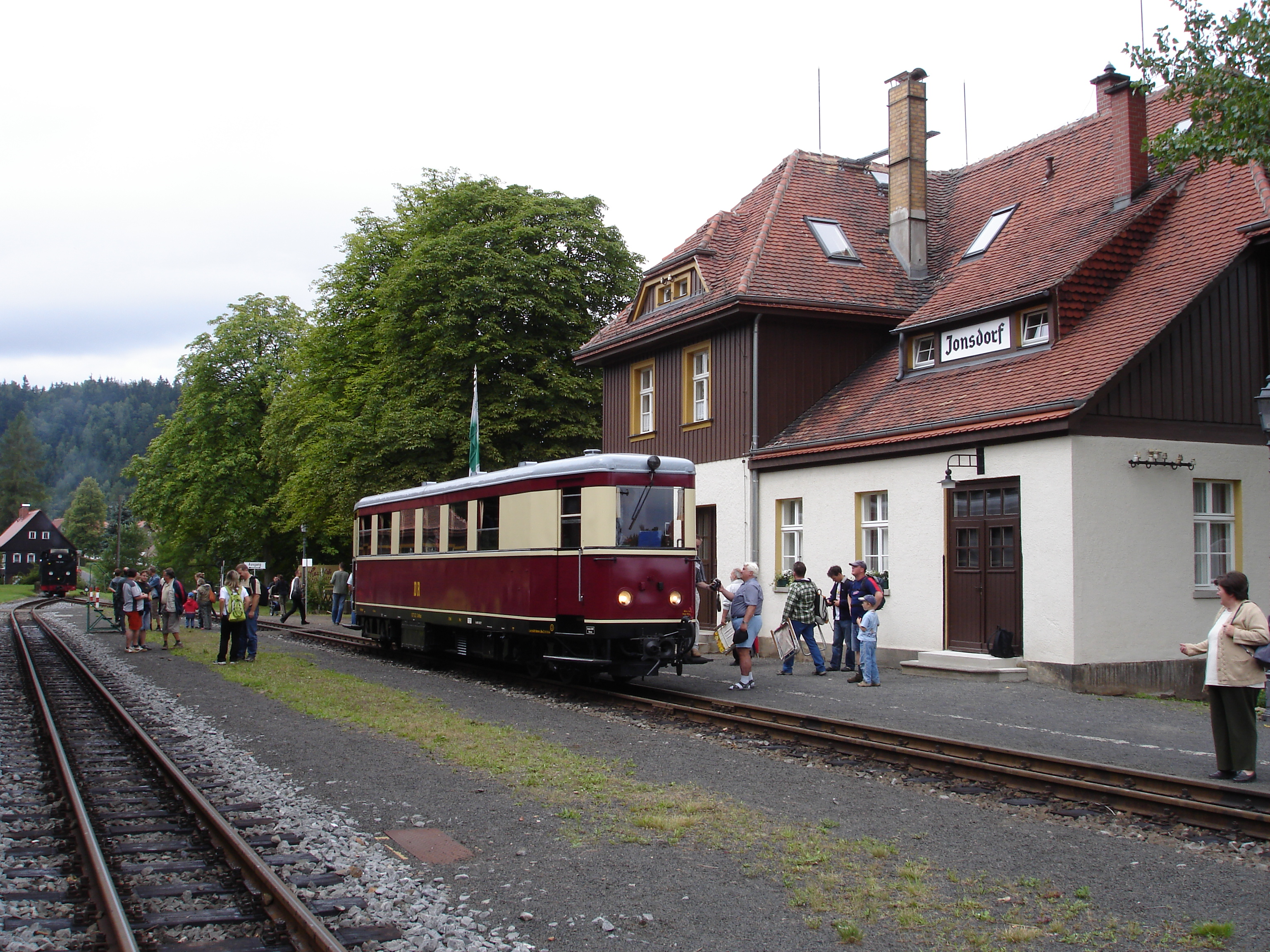
Motorovy vůz VT 137 322 v Jonsdorfu

Žitavská úzkorozchodná dráha (německy: Zittauer Schmalspurbahn) je jednou z několika zbývajících saských úzkorozchodných drah s rozchodem 750 mm.
Licenci na stavbu trati získala společnost Zittau-Oybin-Jonsdorfer Eisenbahn-Gesellschaft (ZOJE, lidový výklad této zkratky je Zug ohne jede Eile, tedy vlak bez jakéhokoliv spěchu), která 26. června 1889 zahájila výstavbu. K otevření společného úseku do Bertsdorfu, navazujícího na 1,65 kilometru na stávající trať Žitava–Heřmanice, došlo 25. listopadu 1890. Uvažovalo se též o prodloužení trati z Jonsdorfu přes Dolní Světlou, Mařenice a Jablonné v Podještědí až do české Mimoně. V roce 1910 bylo rozhodnuto o zdvojkolejnění úseku Zittau Vorstadt – Oybin, které bylo dokončeno v roce 1913.
Na pravidelné spoje jsou nasazovány parní lokomotivy řad 99.73-76 (7 ks, z toho 4 provozní) a 99.77-79 (1 ks). Dráha vlastní také dieselovou lokomotivu L30H. Od roku 2011 je na pravidelné spoje nasazována také dieselová lokomotiva L45H, do které byl v železničních dílnách MaLoWa instalován motor CAT C18 o výkonu 650k.

## Technická data
- rozchod: 750 mm
- délka: 12,2 km (Zittau–Oybin) a 3,8 km odbočka Bertsdorf – Jonsdorf.
- min. poloměr oblouků: 90 m
- max. stoupání: 1:30
- stanice/zastávky: 12

Součástí železniční sítě je silniční most v Žitavě přes řeku Mandavu, na kterém se zároveň nachází úrovňové křížení s úzkorozchodnou železnicí, což je pravděpodobně jediná lokalita se železničním přejezdem na mostě.

## Trať
Zittau-Bertsdorf-Oybin
| stanice a zastávky      | kilometráž | poznámka             |
| ----------------------- | ---------- | -------------------- |
| Zittau                  | 0,0        |                      |
| Zittau-zastávka         | 1,2        |                      |
| Zittau-jih              | 1,9        |                      |
| Zittau Casernenstraße   | 3,1        | do 27. září 1897     |
| Zittau-předměstí        | 4,4        |                      |
| Olbersdorf-Niederdorf   | 5,7        |                      |
| Olbersdorf-Oberdorf     | 7,3        |                      |
| Bertsdorf               | 8,0        | odbočka do Jonsdorfu |
| Kurort Oybin Niederdorf | 10,0       |                      |
| Teufelsmühle            | 11,1       |                      |
| Kurort Oybin            | 12,2       |                      |

Bertsdorf-Jonsdorf
| stanice a zastávky       | kilometráž |                          |
| ------------------------ | ---------- | ------------------------ |
| Bertsdorf                | 0,0        | odbočka z hlavního směru |
| Kurort Jonsdorf-zastávka | 2,2        |                          |
| Kurort Jonsdorf          | 3,8        |                          |